# Sarracenia rubra
Sarracenia rubra (лат.) — вид насекомоядных растений рода Саррацения (Sarracenia), семейства Саррацениевые (Sarraceniaceae), произрастающий на территории США.

## Название
Родовое латинское название дано в честь Мишеля Сарразена — канадского хирурга, врача, учёного и естествоиспытателя.
Видовой латинский эпитет rubra переводится как «красный».

## Описание

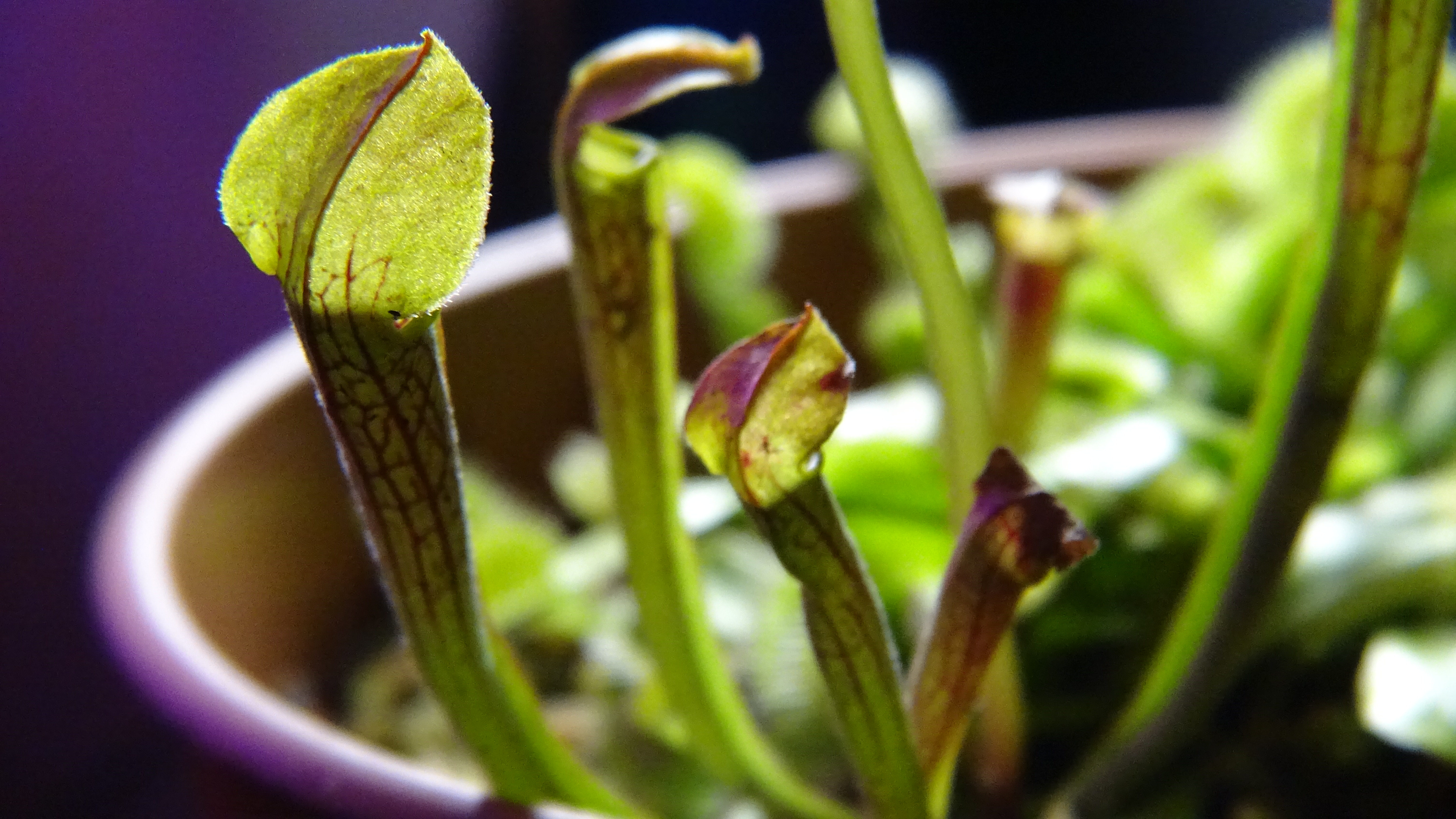
В культуре

Растения образуют плотные куртины, а их корневища имеют диаметр от 0,5 до 1,5 см. Кувшины стойкие, возникают с цветками и присутствуют в течение всего лета. Они прямостоячие и могут быть зеленого, ярко-красного или темно-бордового цвета, часто с красными или пурпурными прожилками в дистальной части. Основные и поперечные жилки на внутренней и внешней поверхностях кувшинов также темно-бордового красного цвета, без белых ареол. Короткочерешковые кувшины имеют проксимальную сплошную черешковую часть, которая составляет до 1/4 длины кувшина и постепенно сужается от основания к отверстию, иногда с легким выпуклым выпячиванием в дистальной части. Длина кувшинов составляет от 10 до 57 см, они твердые и имеют восковую наружную поверхность. Крылья длиной от 0,5 до 2 см. Отверстие кувшина овальной формы и имеет диаметр от 0,5 до 3,5 см. Его край может быть зеленым, красным или темно-бордовым, плотно закрученным. Дистальная часть отверстия может быть либо без углубления, либо иметь отчетливое углубление, иногда образующее носик. Загнутые адаксиально лепестки располагаются за отверстием и покрывают его, иногда располагаясь близко к отверстию. Они могут быть зелеными, бордовыми или иметь слабые красные или бордовые прожилки, либо заметные и густые сетчатые прожилки. Все жилки на абаксиальной и адаксиальной поверхностях капюшона и шеи кувшина окрашены в красный или бордовый цвет на всем своем протяжении, без белых ареол. Форма кувшинов яйцевидная или от плоской до слегка волнистой, их размеры составляют от 0,7 до 4,5 см в длину и от 0,7 до 4 см в ширину. Длина кувшинов превышает их ширину, а их основание может быть оттянутым или сердцевидным, едва суженным. Шейка кувшина имеет длину 0,5 см, а края могут быть сплошными или слегка волнистыми (проксимальные края едва рефлекторные). Вершинка кувшина имеет длину от 1 до 3 мм, а адаксиальная поверхность покрыта волосками длиной до 0,5 мм. Филлодии отсутствуют. Черешки кувшинов насчитывают 1-2 и происходят из одной почки. Они имеют длину от 12 до 75 см и обычно в 1,5-2 (или 3) раза длиннее самых высоких кувшинов. Прицветники имеют размер от 0,4 до 1 см. Цветки обладают сильным ароматом. Чашелистики красного цвета, их размеры составляют от 1,5 до 2,7 см в длину и от 2 до 2,6 см в ширину (края сильно загнуты абаксиально после цветения). Лепестки также могут быть от темно-бордового до красного цвета, и их дистальная часть имеет обратнояйцевидную форму размером от 2,5 до 4 см в длину и от 1,3 до 2,5 см в ширину, при этом их края нечеткие. Диск цветка зеленоватого цвета и имеет диаметр от 2 до 3,5 см. Плод представляет собой коробочку диаметром от 0,5 до 1,5 см, а семена имеют размер от 1,2 до 1,5 мм. 
Число хромосом 2n = 26.

## Распространение

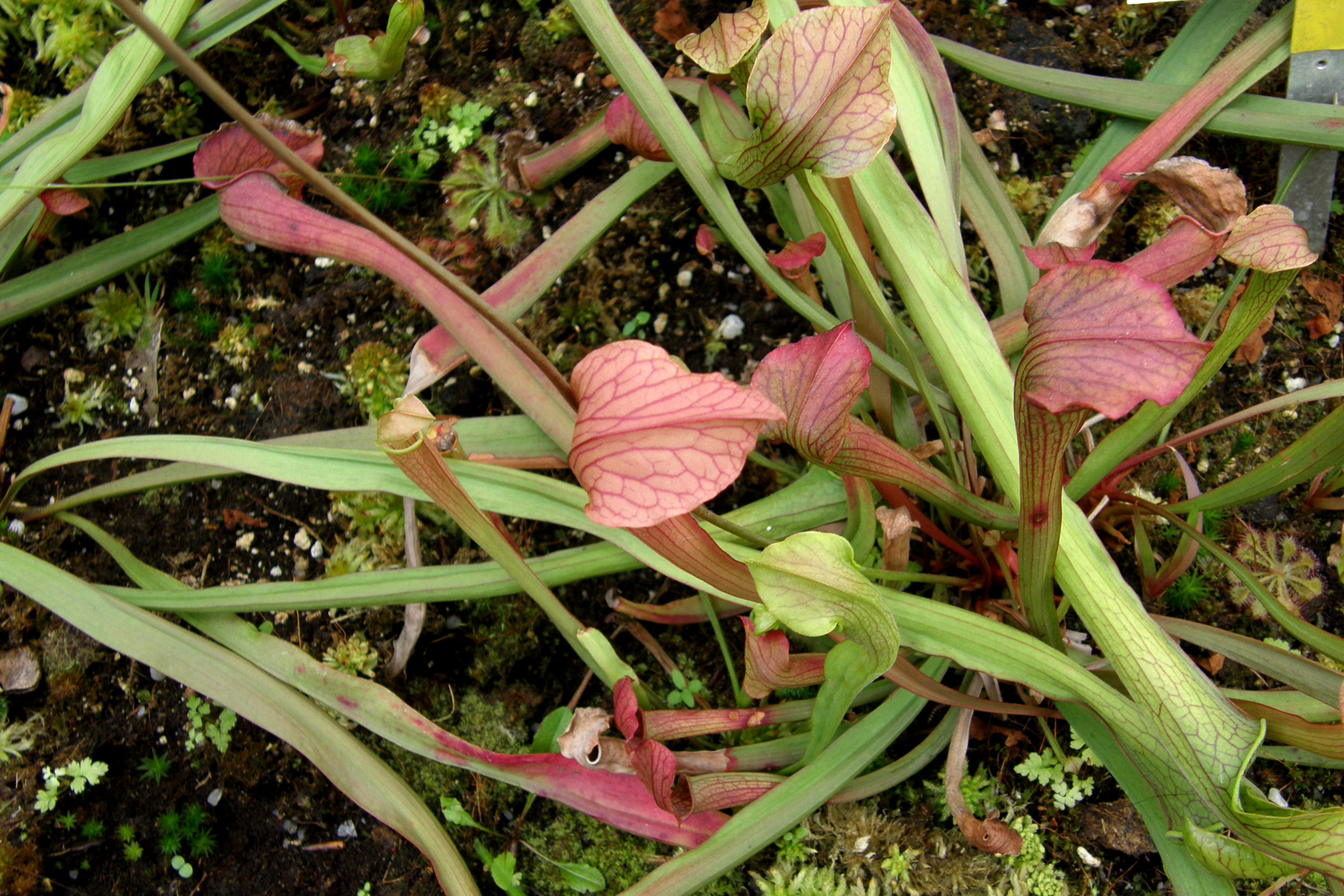
Растение в ботаническом саду Берлиа

Растение произрастает в штатах Алабама, Флорида, Джорджия, Северная Каролина и Южная Каролина в США. Вид произрастает на илистых почвах болот и берегов рек.

## Систематика
В 1971 году было предложено рассматривать Sarracenia rubra с четырьмя региональными разновидностями. Некоторые исследователи включают в Sarracenia rubra четыре таксона: Sarracenia alabamensis subsp. alabamensis, Sarracenia alabamensis subsp. wherryi, Sarracenia jonesii и Sarracenia rubra. В 1977 был добавлен дополнительный подвид Sarracenia rubra subsp. gulfensis. Однако, согласно данным сайта POWO на 2023 год, все перечисленные виды и подвиды, за исключением Sarracenia rubra subsp. gulfensis, рассматриваются как отдельные таксоны.
Относительная доля твердой внутренней части проксимальной трубки (часть черешка) помогает различить Sarracenia rubra от Sarracenia jonesii. Некоторые экземпляры подвида rubra из популяций Южной Каролины могут быть крупными и крепкими, как Sarracenia jonesii.

## Таксономия
Sarracenia rubra Walter, первое упоминание в Fl. Carol.: 152 (1788).

### Синонимы
Гомотипные (основанные на одном и том же номенклатурном типе):
- Sarracenia gronovii var. rubra (Walter) Alph.Wood (1861)

### Подвиды
Подтвержденные подвиды по данным сайта Plants of the World Online на 2023 год:
- Sarracenia rubra subsp. gulfensis D.E.Schnell
- Sarracenia rubra subsp. rubra
- Sarracenia rubra subsp. viatorum B.Rice

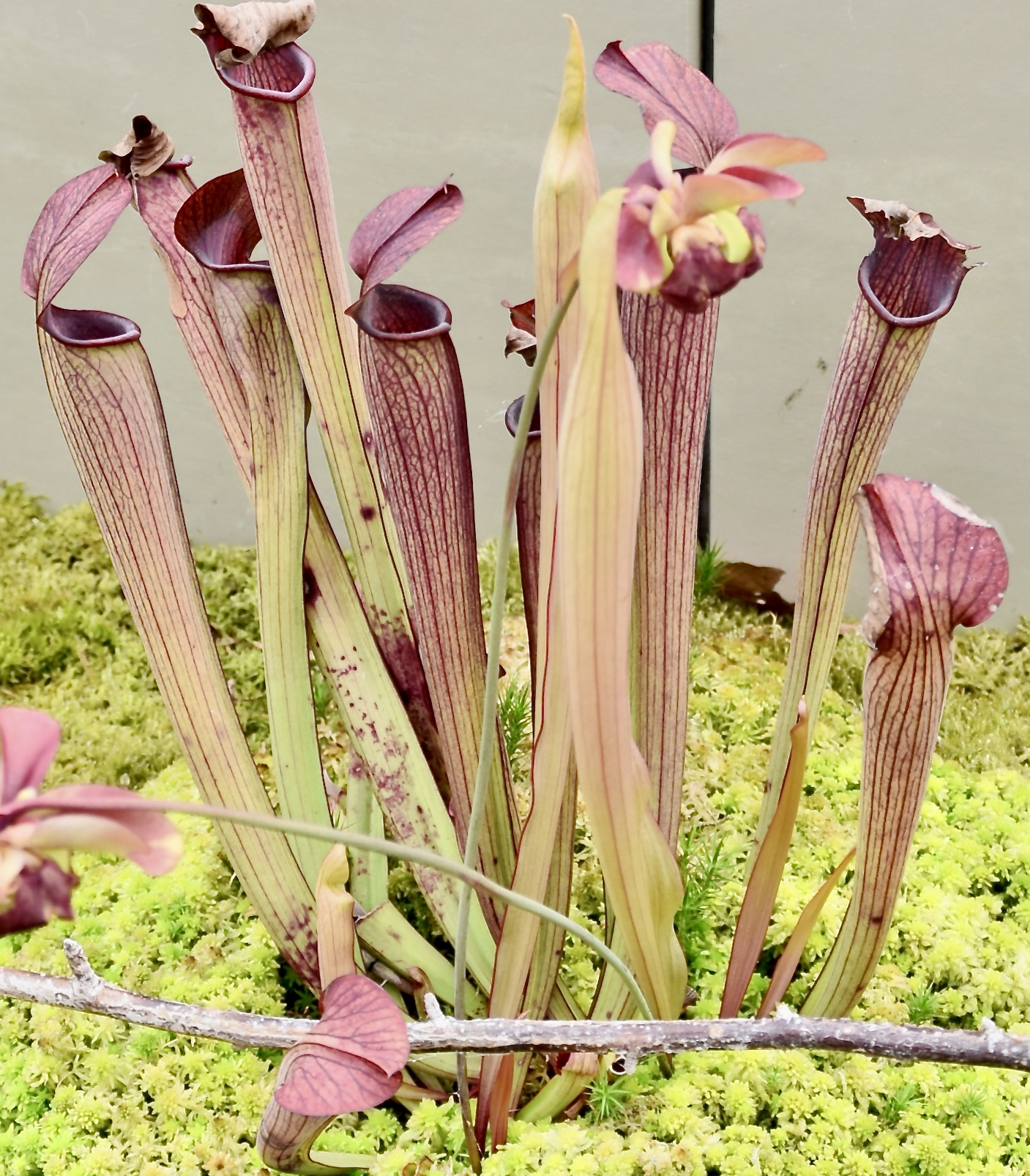
Sarracenia rubra subsp. gulfensis